# Daniel Grahn
Daniel Vimar Gustav Grahn, född 12 juni 1966 i Kulltorps församling, Jönköpings län, är en svensk företagsledare och tidningsman.
Daniel Grahn anställdes 1997 som chefredaktör vid dagstidningen Dagen. Denna roll innehade Grahn till 2007. Han blev VD i den kristna svenska mediekoncernen Swedmedia vid starten 2008. I mars 2008 blev han dessutom VD för bokförlaget Libris, som är en del av koncernen. Mellan 2010 och 2013 var han även publisher, det vill säga både VD och chefredaktör, på dagstidningen Dagen, som numera ingår i koncernen. Sedan 2015 är Daniel Grahn generalsekreterare för Erikshjälpen.